# ウィリアム・キャッスル
ウィリアム・キャッスル（William Castle, 本名： William Schloss Jr.、1914年4月24日 - 1977年5月31日）は、アメリカ合衆国の映画監督、映画プロデューサー。2014年、雑誌『ペースト』にて「15人の偉大なB級映画の監督」の1人に選ばれた。

## 経歴
ニューヨークに生まれる。ユダヤ系アメリカ人。
舞台の役者としてキャリアを開始し、1943年に長編映画監督デビューを果たす。その後、低予算映画を数多く手がけた。スリラー映画やホラー映画への熱狂が高まっていた1950年代後半には、ショック死保険、上映中の映画館に光る骸骨を出現させるなど様々な宣伝キャンペーンを考案したことにより、映画プロデューサーとして成功を収める。1968年、ロマン・ポランスキー監督の『ローズマリーの赤ちゃん』を製作する。
1977年5月31日、カリフォルニア州ビヴァリー・ヒルズにて死去。63歳没。

## フィルモグラフィー

### 映画
- ラスティの伝令 The Return of Rusty （1946年） - 監督
- 消えた黄金 Cave of Outlaws （1951年） - 監督
- タイコンデロガの砦 Fort Ti （1953年） - 監督
- 辺境の掠奪者 The Americano （1955年） - 監督
- 地獄へつゞく部屋 House on Haunted Hill （1959年） - 監督・製作
- ティングラー 背すじに潜む恐怖 The Tingler （1959年） - 監督・製作
- 13ゴースト 13 Ghosts （1960年） - 監督・製作
- 第三の犯罪 Homicidal （1961年） - 監督・製作
- 戦慄の殺人屋敷 The Old Dark House （1963年） - 監督・製作
- 血だらけの惨劇 Strait-Jacket （1964年） - 監督・製作
- ナイト・ウォーカー 夜歩く者 The Night Walker （1964年） - 監督・製作
- 幽霊たちの饗宴 The Spirit Is Willing （1967年） - 監督・製作
- 間抜けなマフィア The Busy Body （1967年） - 監督・製作
- ローズマリーの赤ちゃん Rosemary's Baby （1968年） - 製作
- 危機一髪! 西半球最後の日 Project X （1968年） - 監督・製作
- 暴動 Riot （1969年） - 製作
- 燃える昆虫軍団 Bug （1975年） - 脚本・製作

### テレビ映画
- セックス・シンボル The Sex Symbol （1974年） - 出演

### テレビドラマ
- カメラマン・コバック Man with a Camera （1958年） - 監督
- 真夜中の恐怖 Ghost Story （1972年 - 1973年） - 製作

## 関連文献
- 柳下毅一郎「ウィリアム・キャッスルと付加価値商法」『興行師たちの映画史 エクスプロイテーション・フィルム全史』青土社、2003年、249-280頁。ISBN 4-7917-6097-2。
- Parkinson, David (2008年7月8日). “Spine tingling came of age with William Castle”. The Guardian. 2016年2月14日閲覧。
- Brunick, Paul (2010年8月26日). “The Return of William Castle”. Slant Magazine. 2016年2月14日閲覧。